# Seiko '96〜'98
『Seiko '96〜'98』（セイコ・ナインティシックス〜ナインティエイト）は、松田聖子のミュージック・ビデオ集。1998年12月2日発売。発売元はマーキュリー・ミュージックエンタテインメント。

## 解説
松田聖子の10作目のミュージック・ビデオ集。

## 収録曲
1. あなたに逢いたくて～Missing You～
2. Darling You're The Best
3. さよならの瞬間
4. 私だけの天使～Angel～
5. Gone with the rain
6. 恋する想い〜Fall in love〜
7. Touch the LOVE
  - 初収録